# Autódico
Autódico también conocido como Autodikos, Autolycus y Autolykos  (principios a mediados de los años 340 a. C. -?) fue un noble y funcionario del reino macedonio.
Autódico fue el tercero de cuatro hijos de Agatocles y su esposa, quizás llamada Arsinoe. Uno de sus hermanos fue Lisímaco uno de los Diádocos de Alejandro Magno. Su abuelo paterno pudo ser Alcímaco.
Su padre era un noble de alto rango que era amigo íntimo del rey Filipo II de Macedonia, quien participó en los consejos de Felipe II y se convirtió en el favorito en la corte argéada. Autódico, junto a sus hermanos, creció con el estatus de macedonio; él y sus hermanos disfrutaron de posiciones destacadas en el círculo del rey Alejandro Magno y Autódico y sus hermanos fueron educados en la corte de Pela.
Autódico fue designado en 321 a. C. como uno de los cuatro Somatophylakes en Triparadiso para el rey macedonio griego Filipo III de Macedonia, el cual reinó entre el 323 a. C. y el 317 a. C., y era medio hermano paterno de Alejandro Magno.
Durante el reinado de Lisímaco sobre Tracia, Anatolia y Macedonia entre los años 306–281 a. C., Autódico y su familia fueron figuras destacadas en su corte, y estuvieron entre los que se mantuvieron leales a Lisímaco.
Según una inscripción encontrada, Autódico tenía una esposa llamada Adeya, con la que tuvo hijos. Sin embargo, se desconoce la identidad de sus hijos.